# علی جانملکی
 علی جانملکی  (زاده ۲۸ مرداد ۱۳۵۵) بازیکن سابق و مربی فوتبال اهل ایران است. او سابقه بازی در باشگاه فوتبال پاس تهران و یک بازی ملی را در کارنامه دارد. وی فرزند عزت جانملکی است.